# 直江津商業銀行
株式会社直江津商業銀行（なおえつしょうぎょうぎんこう）は、明治時代から大正時代にかけて新潟県中頸城郡直江津町（後の直江津市、現・上越市）に存在した銀行。

## 概要
直江津地域は、古くより直江津港が開かれていたように交通の要衝であったが、1886年（明治19年）の信越本線直江津 - 関山間が開通し、それに続いて1893年（明治26年）に同本線が全通したことで、その重要性はより高まり、同町の商工業は発展して繁栄をみた。そのような状況下で、直江津町には直江津積塵銀行（後の直江津銀行）などの銀行が数社設立されたが、直江津商業銀行もその一つとして発足したものであった。
同行は、1896年（明治29年）10月9日に設立許可が下り、株式会社直江津貯蓄銀行として、1万5千円の資本金で同月20日に開業した。当初は頭取を置かない体制をとり、専務には高城村士族の堀田直之や直江津町の回漕業者である古川長四郎、取締役には有田村の地主・市川徳松と同じく地主の石田政義と、地元の人々が就任していた。1902年（明治35年）11月19日に株式会社直江津商業銀行に改組すると、ほぼ同時に貯蓄部を廃止して倉庫業の兼業を開始した。また頭取制に移行し、後に百三十九銀行へ合併するまで、上越地方の筆頭大地主であった津有村の保阪潤治が同職を務め、大瀁村の大地主・山田辰治が大株主として経営を支えた。彼ら地元の大地主が経営に携わっていたという信用があったため、同行は明治末期から大正初期にかけての不況下にあっても、業績が少し低迷する程度で済み、休業や解散に陥ることはなかった。
1924年（大正13年）6月20日に百三十九銀行との合併が認可され、同年7月18日に合併した。合併に際しては、直江津商業銀行専務の山本彦太郎（当時、直江津町）が百三十九銀行の取締役に就いた。
なお、百三十九銀行との合併が決まる前は長野県の六十三銀行との合併話も上がっていたという。

## 経営規模
百三十九銀行との合併時、1923年（大正12年）12月末時点での主要勘定は以下の通り。
- 預金 - 88万5千円
- 貸出 - 116万2千円
- 資本金 - 40万円
- 当期利益金 - 4万円

## 店舗
- 本店（直江津町、百三十九銀行との合併後は同行直江津支店に業務が引き継がれる）[5][7]
- 稲田支店（新道村、1909年（明治42年）1月開業）[7]
- 百間町支店（大瀁村、1910年（明治43年）8月開業、百三十九銀行との合併後は同行百間町支店に移行）[5][7]